# 張承廕
张承荫（16世纪？—1618年），字望峰，明朝将领，陕西榆林人，名將张臣之子。

张承荫承父亲恩荫，一路積官至延绥副总兵，勇而有谋，精于骑射，多次鏖战未曾挫败。万历三十七年（1609年）为延绥总兵官，积功进升为署都督同知。改任辽东总兵官。万历四十六年（1618年），后金兵攻打抚顺，张承荫前往赴援，阵亡，追赠少保、左都督，立祠旌忠。其子張應昌、張全昌、張德昌。